# Dentitheca bidentata
Dentitheca bidentata is een hydroïdpoliep uit de familie Plumulariidae. De poliep komt uit het geslacht Dentitheca. Dentitheca bidentata werd in 1905 voor het eerst wetenschappelijk beschreven door Jäderholm. 